# Aeroporto de Timon

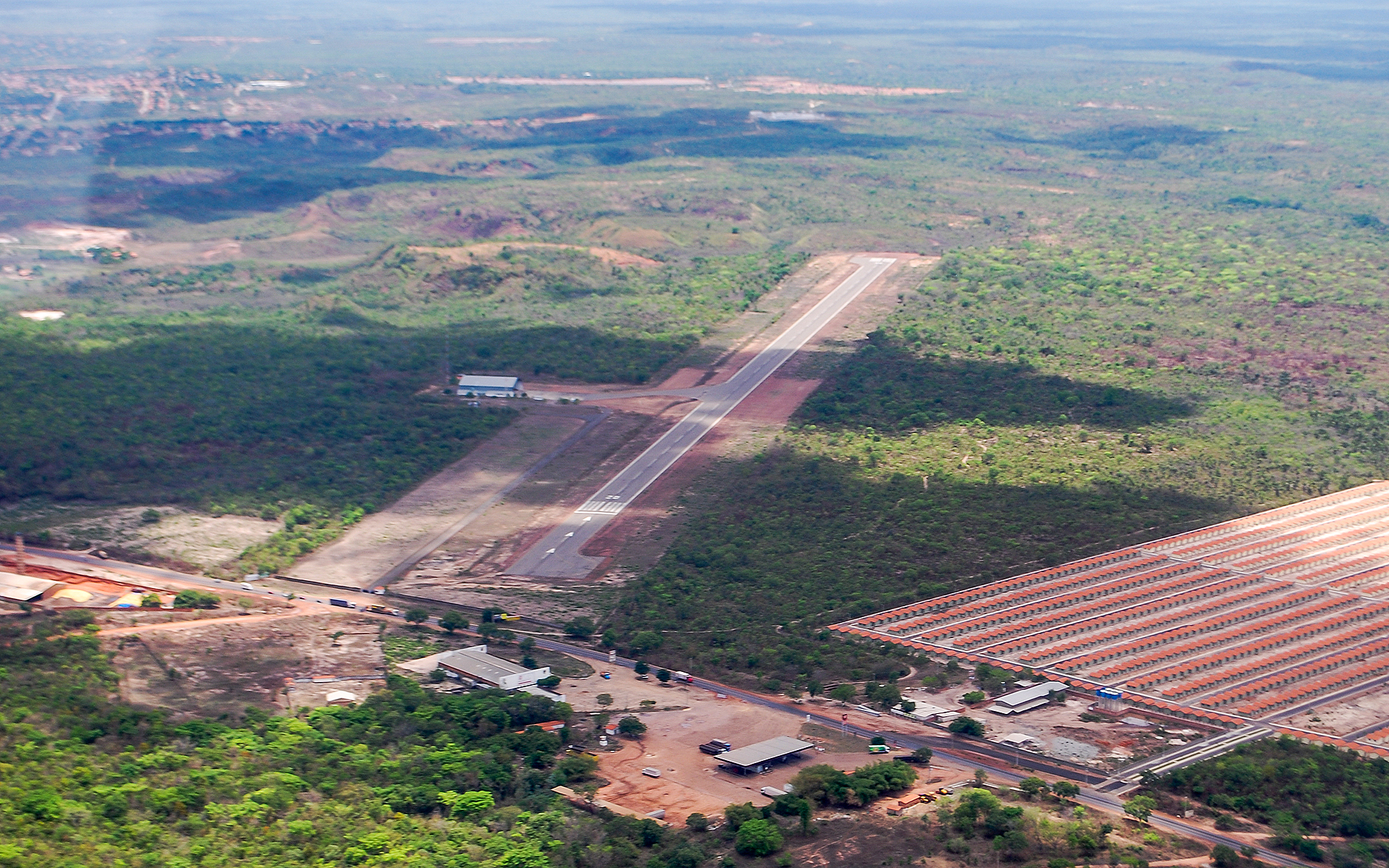
Vista Aérea do Aeroporto Domingos Rêgo/Timon

O aeroporto Domingos Rêgo/Timon possui uma pista com 1520 metros de extensão e superfície de asfalto, podendo receber aeronaves de médio porte como o Boeing 737. O aeroporto de Timon recebe com mais freqüência aviões de pequeno porte. A pista de Timon também é muito utilizada para concursos de arrancada e aeromodelismo.

## Incidentes
- Em 30 de outubro de 2011 um Embraer 195 da Azul Linhas Aéreas voo 9138 de Fortaleza a Teresina estava em aproximação de Teresina mas pousou em Timon por engano, que fica a 5,7 km de distancia. A tripulação se deu conta o erro e decolou novamente para Teresina, onde pousou com 20 minutos de atraso.[1]